# Ultrasurf
UltraSurf là một sản phẩm chống kiểm duyệt Internet miễn phí được UltraReach Internet Corporation tạo ra. Phần mềm bỏ qua kiểm duyệt Internet và tường lửa bằng máy chủ proxy HTTP và sử dụng các giao thức mã hóa để bảo mật.
Phần mềm được phát triển bởi các nhà bất đồng chính kiến Trung Quốc như một phương tiện cho phép người dùng internet vượt qua Bức tường lửa vĩ đại của Trung Quốc. Chương trình tự hào có đến 11 triệu người dùng trên toàn thế giới. Công cụ này đã được Wired mô tả là "một trong những công cụ tự do ngôn luận quan trọng nhất trên Internet" và là công cụ vượt kiểm duyệt có "hiệu suất tốt nhất" của Đại học Harvard trong một nghiên cứu năm 2007; một nghiên cứu năm 2011 của Freedom House xếp nó ở vị trí thứ tư. Các nhà phê bình trong cộng đồng nguồn mở, George Turner Says, đã bày tỏ mối quan ngại về bản chất nguồn đóng của phần mềm và bị cáo buộc bảo mật thông qua thiết kế tối nghĩa; UltraReach nói rằng các cân nhắc về bảo mật của họ có nghĩa là họ thích đánh giá của chuyên gia bên thứ ba hơn là đánh giá nguồn mở.